# Richmond Valley Council
Koordinaten: 29° 1′ S, 153° 8′ O

Richmond Valley ist ein lokales Verwaltungsgebiet (LGA) im australischen Bundesstaat New South Wales. Das Gebiet ist 3.047,4 km² groß und hat etwa 22.800 Einwohner.
Richmond Valley liegt im Nordosten des Staates etwa 720 km nördlich der Metropole Sydney und 230 km südlich von Brisbane. Das Gebiet umfasst 56 Ortsteile und Ortschaften: Backmede, Bora Ridge, Bungawalbin, West Bungawalbin, Camira, Casino, North Casino, Clearfield, Clovass, Codrington, Coombell, West Coraki, Doonbah, Ellangowan, Evans Head, Fairy Hill, Greenridge, Irvington, Leeville, Mongogarie, Upper Mongogarie, Myrtle Creek, Naughtons Gap, New Italy, Rappville, Rileys Hill, Shannon Brook, Six Mile Swamp, Stratheden, Swan Bay, Tabbimoble, The Gap, Tomki, Whiporie, Woodburn, Woodview, Wyan, Yorklea und Teile von Banyabba, Bentley, Broadwater, Bungabee, Busbys Flat, Coraki, East Coraki, Dobies Bight, Esk, Fernside, Gibberagee, Hogarth Range, Kippenduff, McKees Hill, Mount Marsh, Piora, Spring Grove und Tatham. Der Verwaltungssitz des Councils befindet sich in der Stadt Casino im Nordosten der LGA, in der knapp 10.000 Einwohner leben.

## Verwaltung
Der Council von Richmond Valley hat sieben Mitglieder. Sechs Councillor und der Ratsvorsitzende und Mayor (Bürgermeister) werden direkt von den Bewohnern der LGA gewählt. Richmond Valley ist nicht in Bezirke untergliedert.
Bis zur Wahl 2012 wurden noch zwei weitere Councillor gewählt, der Rat hatte also neun Mitglieder.